# Valde-Ucieza
Valde-Ucieza è un comune spagnolo di 116 abitanti situato nella comunità autonoma di Castiglia e León.